# Дерг
Дерг (амх. ደርግ, «комітет» або «рада»; оромо Dergii, офіційно Тимчасова військова адміністративна рада (ТВАР)) — комуністична військова хунта, що прийшла до влади в Ефіопії та сучасній Еритреї в 1974—1987 роках, коли військове керівництво формально «цивілізувало» адміністрацію, але залишалося при владі до 1991 року.
Дерг був створений у червні 1974 року як Координаційний комітет збройних сил, поліції та територіальної армії, офіцерами ефіопської армії та поліції на чолі спочатку з головою Менгісту Хайле Маріамом. 12 вересня 1974 року Дерг скинув уряд Ефіопської імперії та імператора Хайле Селассіє I під час загальнонаціональних масових протестів, а через три дні офіційно перейменував себе на Тимчасову військово-адміністративну раду. У березні 1975 року Дерг скасував монархію і заснував в Ефіопії марксистсько-ленінську державу. Було проголошено скасування феодалізму, підвищення рівня письменності, націоналізація та масштабна земельна реформа.
Менгісту став головою 1977 року, розпочавши кампанію червоного терору з метою ліквідації політичних опонентів, десятки тисяч були ув'язнені та страчені без суду.
До середини 1980-х Ефіопія страждала від багатьох проблем, таких як посуха, економічний спад і зростання залежності від іноземної допомоги, відновлення після Огаденської війни та голод 1983–1985 років, від якого, за оцінками власне Дерг, загинуло понад мільйон осіб.
Спалахнули конфлікти між хунтою та різними етнічними ополченцями, зокрема громадянська війна в Ефіопії та війна за незалежність Еритреї.
Менгісту скасував Дерг 1987 року й утворив Народну Демократичну Республіку Ефіопії на чолі з Робітничою партією Ефіопії, з новим урядом, до складу якого входили цивільні, але все ще домінували члени Дерг.

## Очільники Дерг
- Аман Мікаель Андом, 12 вересня 1974 — 17 листопада 1974;
- Менгісту Хайле Маріам, 17 листопада 1974 — 28 листопада 1974;
- Тефері Банті, 28 ноября 1974 — 3 лютого 1977;
- Менгісту Хайле Маріам, 11 лютого 1977 — 10 вересня 1987.

## Галерея

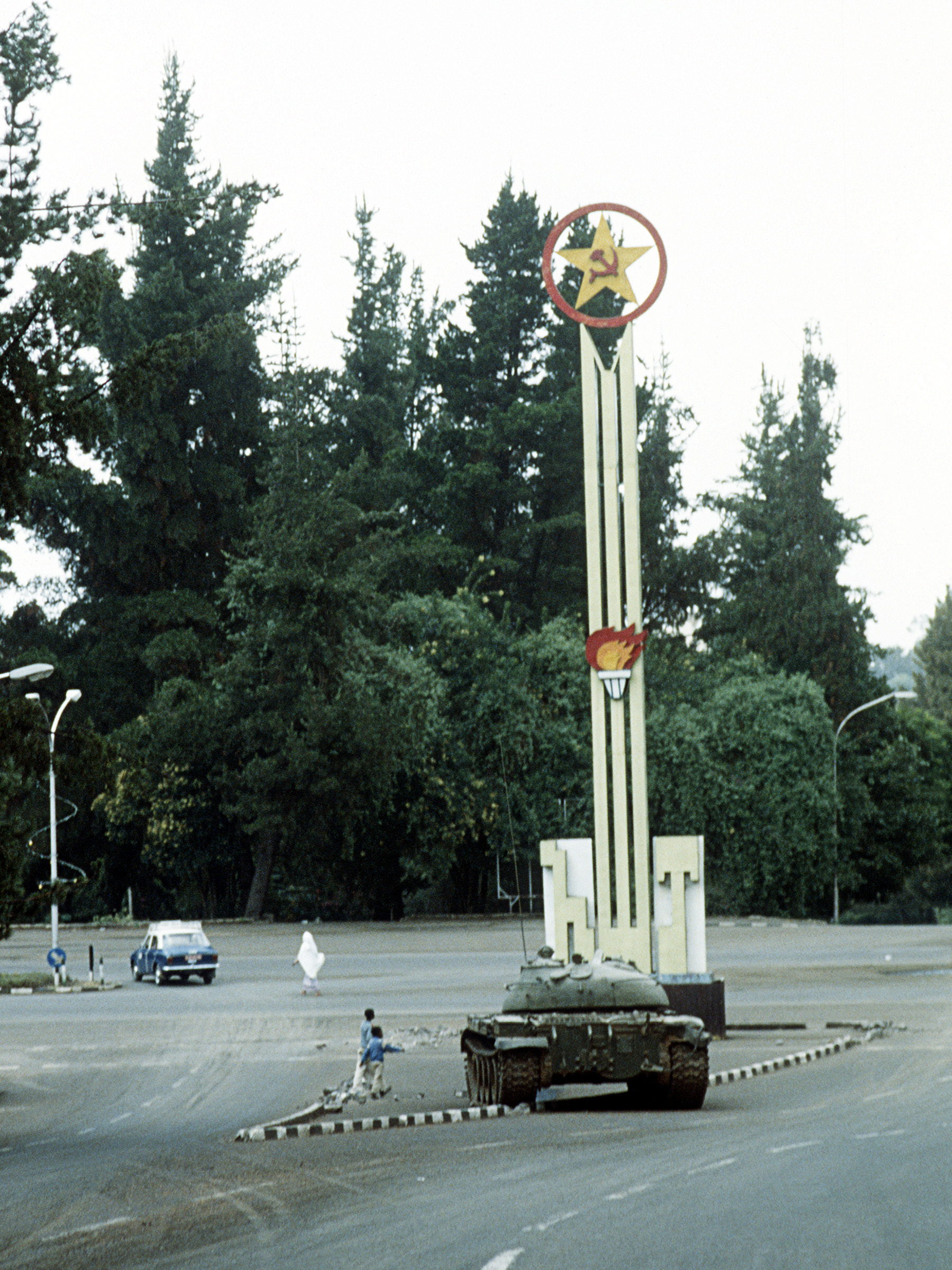
Танки на вулицях Аддис-Абеби після взяття столиці повстанцями, 1991 рік